# Lingulininae
Lingulininae es una subfamilia de foraminíferos bentónicos de la familia Nodosariidae, de la superfamilia Nodosarioidea, del suborden Lagenina y del orden Lagenida. Su rango cronoestratigráfico abarca desde el Cretácico inferior hasta la Actualidad.

## Clasificación
Lingulininae incluye a los siguientes géneros:
- Daucinoides †
- Gonatosphaera †
- Lingulina †
- Neolingulina
- Pseudolingulina
- Rimulina
- Tollmannia †
- Torulumbonina

Otro género considerado en Lingulininae es:
- Linguloglandulina, aceptado como Gonatosphaera